# لمس کردن اسب‌های وحشی
فیلم لمس کردن اسب‌های وحشی اثری در ژانر درام به کارگردانی النور لیندو است که در سال ۲۰۰۲ منتشر گردید. این اثر در ایالات متحده آمریکا تولید شده و داستان آن در کشور کانادا جریان دارد.
بازیگران اصلی این فیلم جین سیمور، مارک رندال، چارلز مارتین اسمیت و جیمز مک‌گوان هستند.

## داستان
پس از تصادف رانندگی‌ای که به کشته شدن پدر و خواهرش انجامید و مادرش را به کما برد، پسری برای زندگی با عمه‌اش که فردی گوشه‌گیر است، به جزیره سیبل—منطقه‌ای حفاظت‌شده و مشهور به اسب‌های وحشی—فرستاده می‌شود.

## بازیگران
- مارک رندال: مارک بنتون
- جین سیمور: فیونا کلسی
- چارلز مارتین اسمیت: چارلز تورستون
- گلوریا اسلید
- جیمز مک‌گوان: جان بنتون
- دانیل بوفارد: مگان بنتون
- اندرو تاربت: مارک بزرگسال
- ویکی پاپاوس
- جف مالوری
- جی هیکمن

## بازخوردها
این فیلم عموماً نقدهای مثبتی دریافت نکرد.